# 先進運転支援システム
先進運転支援システム（せんしんうんてんしえんシステム、英: Advanced driver-assistance systems、略称ADAS〔エイダス〕）は、自動車のドライバーの運転操作を支援するシステムである。安全なマンマシンインタフェースによって設計されたADASは、車の安全性、ひいては道路交通の安全性を高める。
交通事故のほとんどはヒューマンエラー（人為的過誤）によって発生する。先進運転支援システムは、安全でより良い運転のために車両システムを自動化、適応、強化するために開発されたシステムである。ADASの自動化システムは、ヒューマンエラーを最小限に抑えることで、交通事故死者を減らすことが実証されている。安全機能は、事故や衝突を回避するために、ドライバーに問題を警告し、安全装置を作動させ、必要に応じて車両を制御する技術を提供する。適応的（アダプティブ）機能には、照明の自動化、アダプティブ・クルーズ・コントロール、衝突回避支援、ナビ・交通警告、障害物注意喚起、車線逸脱・車線中央維持支援、スマートフォンによるナビゲーション支援など、さまざまな機能がある。

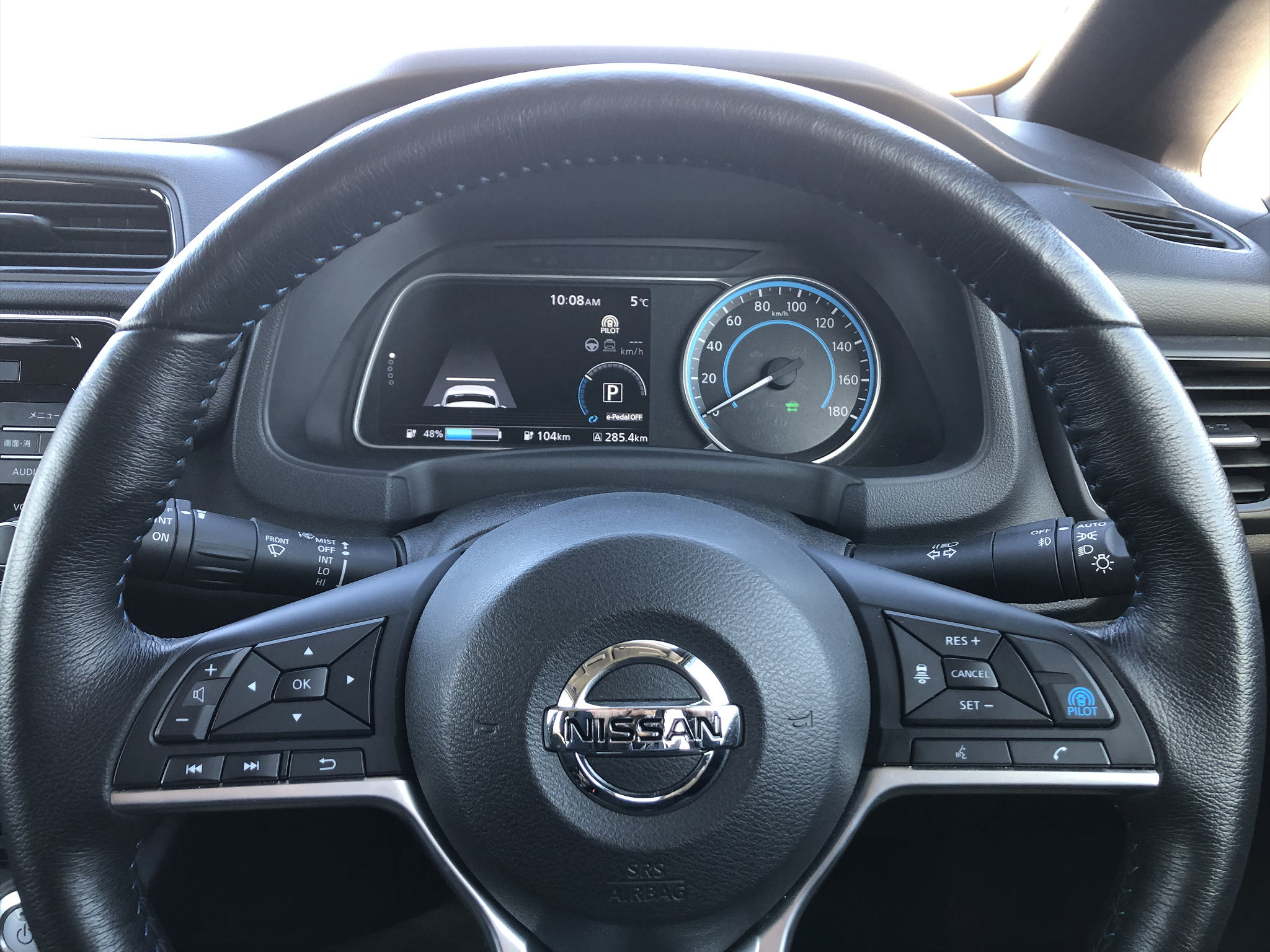
日産・リーフG プロパイロット（先進運転支援システムの一例）

## 概要
ADASは、安全でより良い運転のために車両システムを自動化・適応・強化するために開発されたシステムである。安全機能は、潜在的な問題を運転者に警告することにより、またはセーフガードを実施し、車両の制御を代行することにより、衝突や事故を回避するように設計されている。適応機能は、ヘッドライトの制御の自動化、自動クルーズ制御、自動ブレーキ制御、GPS/交通警報の提供、スマートフォンへの接続、他の車や危険についての運転手への警報、車線制御、死角にあるものを見せるなどの機能である。
ADASには多くの形態がある。いくつかの機能は車に組み込まれているか、オプションとして利用可能である。また、後付けできるものもある。ADASは、自動車用画像処理、LIDAR、レーダー、画像処理、コンピュータビジョン、車載ネットワークなど、複数の情報源からの入力に依存している。また、車両単体からの情報だけでなく、ほかの車両、または携帯電話やWi-Fiネットワークなどから追加の情報を得ることもできる。
ADASは、車載エレクトロニクス分野で最も急成長を遂げている分野の一つである。車載用安全システムISO 26262などの業界全体の品質基準の採用率が着実に増加しており、イメージセンサの品質基準IEEE 2020やVehicle Information APIなどの通信プロトコルなど、特定の技術の標準も開発されてきている。
次世代のADASは、3GやLTEなどのワイヤレスネットワーク接続の活用 (V2N: Vehicle to cellular Network)、ほかの車両との通信（V2V: Vehicle to Vehicle、車車間通信）、歩行者との通信(V2P: Vehicle to Pedestrian)、路端のインフラとの通信（V2I: Vehicle to roadside Infrastructure、路車間通信）などを使用して価値を向上させる。車両対他装置・インフラ等は総称してV2X (Vehicle to Everything)と 呼ばれる。

## 開発
2014年3月31日、アメリカ合衆国運輸省の国家道路交通安全局 (NHTSA) は、2018年5月までに、1万ポンド（4.5トン）以下の全ての新しい車両にリアビューカメラを設置することを義務付けると発表した。この法律は、アメリカ合衆国議会によって"Cameron Gulbransen Kids Transportation Safety Act of 2007"（2007年のキャメロン・ガルブランセン子供交通安全法）と名付けられた。この名前は、父親が後退させたSUVに轢かれて死亡したキャメロン・ガルブランセン（当時2歳）にちなんで命名された。
GMは、2013年のキャデラックATS以降のキャデラックで、振動座席警告を提供している。運転手が高速道路の走行車線から逸脱し始めると、座席の逸脱した方向の側が振動し、運転手に危険を警告する。安全警告座席は、正面に脅威が検出されたときに座席の両側を振動させる。このシステムは、AFIL（Lane Departure Warning）システムの一環として、2006年にシトロエンによって初めて提供された（居眠り運転検知も参照）。
エンジン始動連結装置は、呼気中のアルコール濃度が規定値を上回っている場合にエンジンを始動させないようにする装置である。交通安全のための自動車連合と国家道路交通安全局は、アルコール検知装置を全ての車に設置するためのドライバーアルコール検知システム(DADSS: Driver Alcohol Detection System for Safety)プログラムを実施している。

## 機能の例
この一覧は、すべての先進運転支援システムの包括的な一覧ではない。その代わりに、2015年以降に進歩し、一般的に利用できるようになったADASの重要な例に関する情報を提供している。

### 警報・警告

TPMSの定圧警告表示

アルコール・エンジン始動連結装置
アルコール・エンジン始動連結装置は、呼気中のアルコール濃度があらかじめ定められた量以上の場合、ドライバーは車を始動させることができない。自動車交通安全連合と米国運輸省道路交通安全局は、すべての自動車にアルコール検知装置を搭載するためにドライバーアルコール検知安全システム（DADSS）プログラムを呼びかけてきた。
ブラインドスポットモニター
ブラインドスポットとは、ドライバーが運転席から見ることのできない車両の後方または側方の領域と定義される。ブラインドスポットモニターには、ドライバーの死角を監視するカメラが含まれており、車両に障害物が近づいてきた場合にドライバーに通知する。ブラインドスポットモニターは、通常、緊急ブレーキシステムと連動しており、障害物が車両の進路に入ってきた場合、それに応じて行動します。後退時安全確認警告機能（RCTA）は通常、ブラインドスポットモニターシステムと連動し、駐車区画から後退で出る際にクロストラフィックの接近をドライバーに警告する。
居眠り運転検知
ドライバーの眠気検知システムは、ドライバーの疲労による衝突を防ぐことを目的としている。車両は、顔のパターン、ステアリングの動き、運転の癖、方向指示器の使用、走行速度などの情報を取得し、ドライバーの行動が居眠り運転に該当するかどうかを判断する。居眠り運転が疑われる場合は、通常、大きな警告音を鳴らし、運転席を振動させることもある。
ドライバーモニタリングシステム
ドライバーモニタリングシステムは、ドライバーの注意力を監視するために設計された車両安全システムである。これらのシステムは、生物学的および能力的指標を用いて、ドライバーの覚醒度と安全運転を行う能力を評価する。現在、このシステムでは、赤外線センサーとカメラを使用し、視線追跡によってドライバーの注意力を監視している。車両が障害物の可能性を検知した場合、ドライバーに通知し、何もしなければ車両が障害物に反応する可能性がある。
車両接近通報音（ハイブリッドおよびプラグイン電気自動車）
電気自動車の警告音は、内燃車に比べて極めて騒音が少ないハイブリッド車やプラグイン電気自動車が近くにいることを歩行者や自転車に知らせるもので、通常は音階の無い連続音やクラクションなどの音で知らせる。この技術は、2019年9月までに、時速30キロメートル以下で走行する際に音が鳴る装置を静粛車両の50 %に搭載するよう発令された米国道路交通安全局の決定を受けて開発された。
前方衝突警告
前方衝突警告（FCW）は、自車と先行車の速度、および自車周辺の空いている距離を監視するシステムである。FCWシステムは、前方の車両に近づきすぎると、衝突の可能性があることをドライバーに警告する。現在、FCWシステムは、音声や視覚的なポップアップディスプレイなどの警告信号をドライバーに送るだけで、車両の制御を行うものではない。
自動速度制限装置
自動測度制限装置（Intelligent speed adaptation、 ISA）は、ドライバーによる制限速度の遵守を支援するシステムである。ISAは、車両の位置情報を取り込み、ドライバーが制限速度を守っていない場合には、ドライバーに通知する。ISAシステムの中には、車両が相対的な制限速度を守るように速度を調整するものがある。他のISAシステムは、ドライバーが制限速度を超えたときに警告するだけで、制限速度を守るかどうかはドライバーに任されている。
交差点支援
交差点支援は、フロントバンパーと車両の側面に設置された2つのレーダーセンサーで、交差点や高速道路の出口、駐車場などで対向車がいないかどうかを監視する。このシステムは、自車側方からの他車の接近をドライバーに知らせ、車両の緊急ブレーキシステムを作動させて衝突を防ぐことができる。
車線逸脱警告システム
車線逸脱警告（LDW）システムは、ドライバーが方向指示器を使用せずに部分的に車線に合流した場合に警告を発する。LDWシステムは、カメラで車線を監視し、ドライバーが意図せずに横滑りを始めたことを判断する。このシステムは、車を制御して安全地帯に戻すのではなく、音声や映像でドライバーに警告を発する。
駐車センサー
駐車センサーは、ドライバーが駐車を指示した際に、車両の周囲にある物体を走査する。車両と周囲の物体との距離を音声で知らせることができる。一般的に、音声警告が早く出るほど、車両が対象物に近づいていることを示している。駐車センサーは、駐車場の車止めなど、地面に近い物体を検知できない場合がある。そのため通常、バックカメラと一緒に動作し、駐車場に後退で入る際にドライバーを支援する。
タイヤ空気圧監視システム（TPMS） 
タイヤ空気圧監視システムは、タイヤの空気圧を監視して、正常な空気圧の範囲外になったことを判断するシステムである。ドライバーはタイヤの空気圧を監視することができ、急激に低下した場合には、ピクトグラムディスプレイ、ゲージ、または低圧警告信号によって通知を受ける。
逆走警告
逆走警告は、道路の反対側を走っていることが検知された場合に、ドライバーに警告を発するシステムである。このシステムを搭載した車両は、センサーやカメラで対向車の流れの方向を把握することができる。また、車線検知サービスと併用することで、部分的に反対車線に合流した場合にも警告することができる。

### 衝突被害軽減
歩行者保護システム
歩行者保護システムは、車両と歩行者の間で発生する事故や怪我を最小限に抑えることを目的としたシステムである。このシステムは、カメラやセンサーを使って、車両の前方が歩行者に衝突したことを判断する。衝突時には、車両のボンネットが持ち上がり、車両の硬いエンジン部品と歩行者の間にクッションを挟む。これにより、歩行者の頭部が車両に接触した際に、頭部に重傷を負う可能性を最小限に抑えることができる。

### 運転作業支援

ABSのシンボルマーク

ESC制御灯

アダプティブ・クルーズ・コントロール（Adaptive cruise control (ACC)）
アダプティブ・クルーズ・コントロール（定速走行・車間距離制御装置）は、決められた速度、自車両と先行車との間の距離を保つことができるシステムである。先行車との車間距離を考慮して、自動的に減速または加速できる。停止・発進機能付きのACCシステムは、完全に停止した後、指定した速度まで加速することができる。このシステムは、速度と先行車との車間距離を制御するだけなので、やはりドライバーが周囲に気を配る必要がある。
アンチロック・ブレーキ・システム 
アンチロック・ブレーキ・システム（ABS）は、車両が横滑りし始めたときにブレーキ圧を調整することで、車のタイヤのトラクションを回復させる。ABSシステムは、氷の上で車が横滑りを始めたときなどの緊急時にドライバーを助けるだけでなく、車の制御を失ったときにもドライバーを助けることができる。1990年代に普及が進んだABSシステムは、現在では標準となっている。
自動駐車
自動駐車は、ステアリング、ブレーキ、加速などの駐車機能の制御を完全に代行し、ドライバーの駐車を支援する。相対する車や障害物に応じて、車両は空いている駐車場に安全に配置される。現在、ドライバーは車両の周囲の状況を把握し、必要に応じて車両を制御する用意が必要である。
衝突被害軽減ブレーキ、衝突回避支援システム（プリクラッシュシステム）
衝突回避支援システム（プリクラッシュシステム）は、通常、車の前部付近に設置された小型のレーダー探知機を用いて、車が近くの障害物に接近しているかどうかを判断し、車が衝突する可能性のある状況をドライバーに通知する。これらのシステムは、衝突の原因となるような車の環境の急激な変化を考慮することができる。システムは、衝突の可能性がある状況に対して、警報を鳴らす、乗客のシートベルトを締める、サンルーフを閉じる、リクライニングしたシートを起こすなど、複数の行動で対応することができる。
横風安定処理
横風安定処理は、車両のヨーレート、ステアリング角度、横方向の加速度、速度センサーを解析することで、強風が車両の側面を直撃した際の横転を防止する。このシステムは、横風の速度と方向に応じて車輪の荷重を分散させる。
クルーズコントロール
クルーズコントロールシステムは、ドライバーがあらかじめ設定した特定の速度を維持することができる。ドライバーがブレーキペダルを踏むか、クラッチペダルを踏むか、システムを解除するまで、車はドライバーが設定した速度を維持する。特定のクルーズコントロールシステムは、加速や減速が可能だが、ドライバーがボタンをクリックして目標速度を車に知らせる必要がある。
横滑り防止装置（ESC）
横滑り防止装置（エレクトロニック・スタビリティ・コントロール、ESC）は、車の速度を弱めたり、個別のブレーキを作動させたりして、アンダーステアやオーバーステアを防ぐことができる。アンダーステアは車の前輪が十分なトラクションを得られずに車が曲がってしまうことで、オーバーステアは車が意図した以上に曲がってしまい、スピンしてしまうことで起こる。ESCは、アンチロックブレーキやトラクションコントロールなどの他の自動車安全技術と連携して、不測の事態でもドライバーが安全に車両を制御できるよう支援する。
緊急時ドライバー補助
緊急時ドライバー補助は、ドライバーが居眠りをしたり、定められた時間が経過しても運転操作をしなかったりした場合に、緊急対策を容易にする。一定時間が経過してもドライバーがアクセル、ブレーキ、ステアリングを操作しない場合、クルマは音声、映像、物理的な信号をドライバーに送る。一定時間が経過してもドライバーが起きない場合は、システムが停止し、対向車から離れた位置に安全に配置され、ハザードランプが点灯する。
ヒルディセントコントロール（下り坂における速度調節機能）
ヒルディセントコントロールは、坂道などの下り坂を走行する際に、ドライバーが安全な速度を維持するためのシステムである。これらのシステムは通常、車両が下り坂を走行中に時速25 - 30キロメートル以上の速度で動く場合に作動する。勾配の変化を感知すると、ヒルディセントコントロールは、急勾配を安全に下るためにドライバーの速度を自動化する。このシステムは、下り坂でトラクションを維持するために、ブレーキシステムを間欠的に差動させ、各ホイールを独立して制御することで機能する。
坂道発進支援
坂道発進支援（ヒルスタートアシスト）は、ヒルスタートコントロールやヒルホルダーとも呼ばれ、停車状態からの再発進時に、坂道を下る際の車両の後退を防止する機能である。ブレーキペダルとアクセルペダルの切り替え時に、ブレーキを保持してくれる。マニュアル車の場合は、ブレーキペダル、クラッチ、アクセルの順に操作している間、ブレーキを保持する。
車線中央維持支援
車線中央維持支援（レーンセンタリング）システムは、ドライバーが車両を車線の中央に維持することを支援するシステムである。ドライバーが車線から逸脱する危険性があると判断した場合、自律的にステアリングを操作することもある。本システムは、カメラで車線を監視し、車線の両側に安全な距離を保つことができる。
車線変更支援
車線変更支援は、センサーを用いて車両の周囲を走査し、ドライバーの死角を監視することで、ドライバーが安全に車線変更を完了できるよう支援する。ドライバーが車線変更を行おうとしたときに、後方から接近してくる車両や死角に入っている車両があると、車両が音声や映像でドライバーに通知する。視覚的警告は、ダッシュボード、ヘッドアップディスプレイ、またはサイドミラーに表示される。
車線変更支援にはいくつかの種類があり、例えば国際連合欧州経済委員会（UNECE）規則R79では次のように考えられている。

カテゴリーCのACSF（自動命令型操舵機能）
ドライバーが起動/作動させる機能で、ドライバーの指令により単一の横方向の操作（車線変更など）を行うことができるもの。
カテゴリーDのACSF
ドライバーが起動/作動させる機能で、単一の横方向の操縦（車線変更など）の可能性を示すことができるが、ドライバーの確認後にのみその機能を実行するもの。
カテゴリーEのACSF
ドライバーの指示/確認なしに、継続的に操縦（車線変更など）の可能性を判断し、長時間にわたって操縦を完了することができる機能。—UNECE regulation 79
雨センサー
車両用雨センサーは、水に感応するセンサーで、開いている窓を上げたり、開いているコンバーチブルトップを閉じたりするなどの電気的な動作を自動的に始動させる。また、この雨センサーは、検知した雨滴の頻度を把握して、対応する降雨量に応じた速度でワイパーを自動的に作動させることもできる。
トラクションコントロールシステム
トラクションコントロールシステム（TCS）は、自動車のトラクション損失を防ぎ、急カーブや旋回時の車両の横転を防止する。タイヤのスリップ、つまりタイヤにかかる力がタイヤのトラクションを上回る状態を制限することで、出力伝達を制限し、ドライバーが制御を失うことなく車を加速させることができる。これらのシステムには、アンチロックブレーキシステムと同じ車輪速センサーが使用されている。タイヤの回転が他のタイヤよりも速い場合には、TCSを介して個々のホイールブレーキシステムが展開され、制御される。

### 視覚・環境モニタリング
自動車用ヘッドアップディスプレイ
自動車用ヘッドアップディスプレイ（auto-HUD）は、ドライバーが下を向いたり、道路から目をそらしたりすることなく、必要なシステム情報を安全に表示するシステムである。現在、市販されているauto-HUDシステムの多くは、液晶ディスプレイを用いてフロントガラスにシステム情報を表示している。
自動車用ナビゲーションシステム
カーナビゲーションシステムは、グローバル・ポジショニング・システム（GPS）や道路交通情報通信システム（VICS）といったデジタルマッピングツールを用いて、ドライバーに最新の交通情報やナビゲーション情報を提供する。カーナビゲーションシステムは、人工衛星から送信されるデータ信号を、内蔵の受信機を介して送受信することで、周囲の環境に対する自車の現在位置を把握することができる。
自動車用暗視システム
自動車用ナイトビジョンシステムは、夜間や悪天候などでドライバーの視界が悪いときに、歩行者などの障害物を検知することができるシステムである。このシステムは、赤外線センサー、GPS、LIDAR、レーダーなどの様々な技術を用いて、歩行者および人間以外の障害物を検知する。
バックカメラ
車両用バック（背面）カメラは、自車の位置や後方の状況を同時進行で映像確認できる。従来の自動車では死角となっていた視点を提供することで、後退時の運転を支援する。ドライバーがシフトレバー/セレクトレバー/セレクトスイッチを後退位置にすると、カメラは自動的に入になる。この技術に加え、フロントカメラ、ブラインドスポットモニターとの映像を合成することにより、疑似的に車両の全周を俯瞰・鳥瞰できるアラウンドビューモニターへと進化している。
防眩ハイビームおよびピクセルライト
防眩ハイビームは、発光ダイオード（通称LED）を使用して、2台以上の車を配光から切り取る。これにより、対向車がハイビームの光の影響を受けないようにしている。2010年、フォルクスワーゲン・トゥアレグに初めて防眩ハイビーム・ヘッドランプシステムが導入された。このシステムでは、機械式シャッターを使用して、特定の交通参加者に当たる光を切り取っている。
OMNIVIEW（全周囲立体モニタシステム）

Omniview技術は、360度見渡せるシステムを提供することによって、ドライバーの視認性を向上させる。このシステムは、ドライバーに出力されるビデオディスプレイに、車の周囲の3D周辺画像を正確に提供することができる。現在、市販されているシステムでは、ドライバーの周囲を2Dで表示することしかできない（いわゆるサラウンドビューモニター）。Omniview技術は、4台のカメラの入力と鳥瞰図の技術を用いて、周囲の3Dモデルを合成して提供する。
道路標識認識
道路標識認識（TSR）システムは、「止まれ」や「曲がれ」などの一般的な交通標識を、画像処理によって認識するシステムである。このシステムでは、六角形や長方形などの標識の形状と色を考慮して、標識がドライバーに何を伝えているかを分類する。現在、ほとんどのシステムがカメラを使った技術を採用しているため、さまざまな要因によってシステムの精度が低下することがある。例えば、照明条件の悪さ、過酷な気象条件、標識が部分的に遮られているなどがある。
車両通信システム
車両通信システムにはV2V（Vehicle-to-Vehicle）、V2I（Vehicle-to-Infrastructure）、V2X（Vehicle-to-Everything）の3つの形態がある。V2Vシステムは、車両が現在の位置や今後の危険に関する情報を相互に交換する。V2Iシステムは、車両が道路標識などの近くのインフラ要素と情報を交換する際に発生する。V2Xシステムは、車両が環境を監視し、障害物や歩行者などの情報を取り込むことで現れる。
シート振動による警告
ゼネラルモーターズ（GM）のキャデラックは、2013年のキャデラック・ATSから、シートが振動する警告機能を搭載している。高速道路の走行車線からドライバーがはみ出し始めると、はみでた方向のシートが振動し、ドライバーに危険を知らせる。また、セーフティ・アラート・シート（Safety Alert Seat）は、前方からの脅威を検知すると、シートの両サイドに振動パルスを与える。
カメラモニタリングシステム（CMS）
ミラーレス車
ドアミラーを搭載していない電子ミラーの車両。
スマート・ルームミラー
液晶ディスプレイのバックミラーを搭載した車両。

## 採用
Canalys社による2021年の研究報告書によると、米国、欧州、日本、および中国で販売された新車の33パーセントがADAS機能を備えていた。Canalys社は、2030年までには路上の全ての自動車の50パーセントがADAS機能装備車になる、とも予測した。